# Thomas Bruce (atleta)
Thomas Bruce (Australia, 28 de julio de 1923-1 de agosto de 2002) fue un atleta australiano, especialista en la prueba de salto de longitud en la que llegó a ser subcampeón olímpico en 1948.

## Carrera deportiva
En los JJ. OO. de Londres 1948 ganó la medalla de plata en el salto de longitud, con un salto de 7.555 metros, siendo superado por el estadounidense Willie Steele (oro con 7.825 metros) y por delante de otro estadounidense Herbert Douglas (bronce con 7.24 metros).